# Babette von Bülow
Babette von Bülow (Clara Bertha Friederike von Bülow, pseudonim Hans Arnold; ur. 30 sierpnia 1850 w Cieplicach Śląskich-Zdroju, zm. 8 marca 1927 w Arendsee, obecnie Kühlungsborn) – niemiecka pisarka, autorka opowiadań, komedii i fars.

## Życiorys
Była córką prawnika, pisarza i astronoma amatora, Felixa Eberty’ego, profesora Uniwersytetu Wrocławskiego i Mary Hasse. Dorastała we Wrocławiu, gdzie uczyła się w szkole francuskiej. 10 czerwca 1876 r. poślubiła pułkownika Adolfa von Bülowa. Kariera wojskowa męża sprawiła, że małżeństwo wielokrotnie zmieniało miejsce pobytu, mieszkając w różnych garnizonach, takich jak: Hanower w 1893 r., Erfurt w 1896 r., Frankfurt nad Odrą w 1900, Poczdam w 1902 i ponownie od 1905 Erfurt.

## Wybór utworów
- Novellen (1881)
- Neue Novellen (1884)
- Geburtstagsfreuden (1884)
- Theorie und Praxis (Lustspiel, 1890)
- Lustige Geschichten (1890)
- Einst im Mai! und andere Novellen (1892)
- Dornen um die Rose (1893)
- Sonnenstäubchen. Neue Novellen (1894)
- Maskiert und andere Novellen (1898)
- Christel und andere Novellen (1899)
- Zwei Affen und andere Novellen (1902)
- Ausgewählte Novellen (1907)
- Vom „Drachenfels“ des Lebens. Beobachtungen und Betrachtungen (1907)
- Aus der Kinderzeit. Erinnerungen (1909)